# 亨利·德·蒙龐西耶
亨利·德·蒙龐西耶（法語：Henri de Montpensier，1573年—1608年），蒙龐西耶公爵，法蘭索瓦·德·蒙龐西耶的獨子。屬於波旁王朝的蒙龐西耶系。

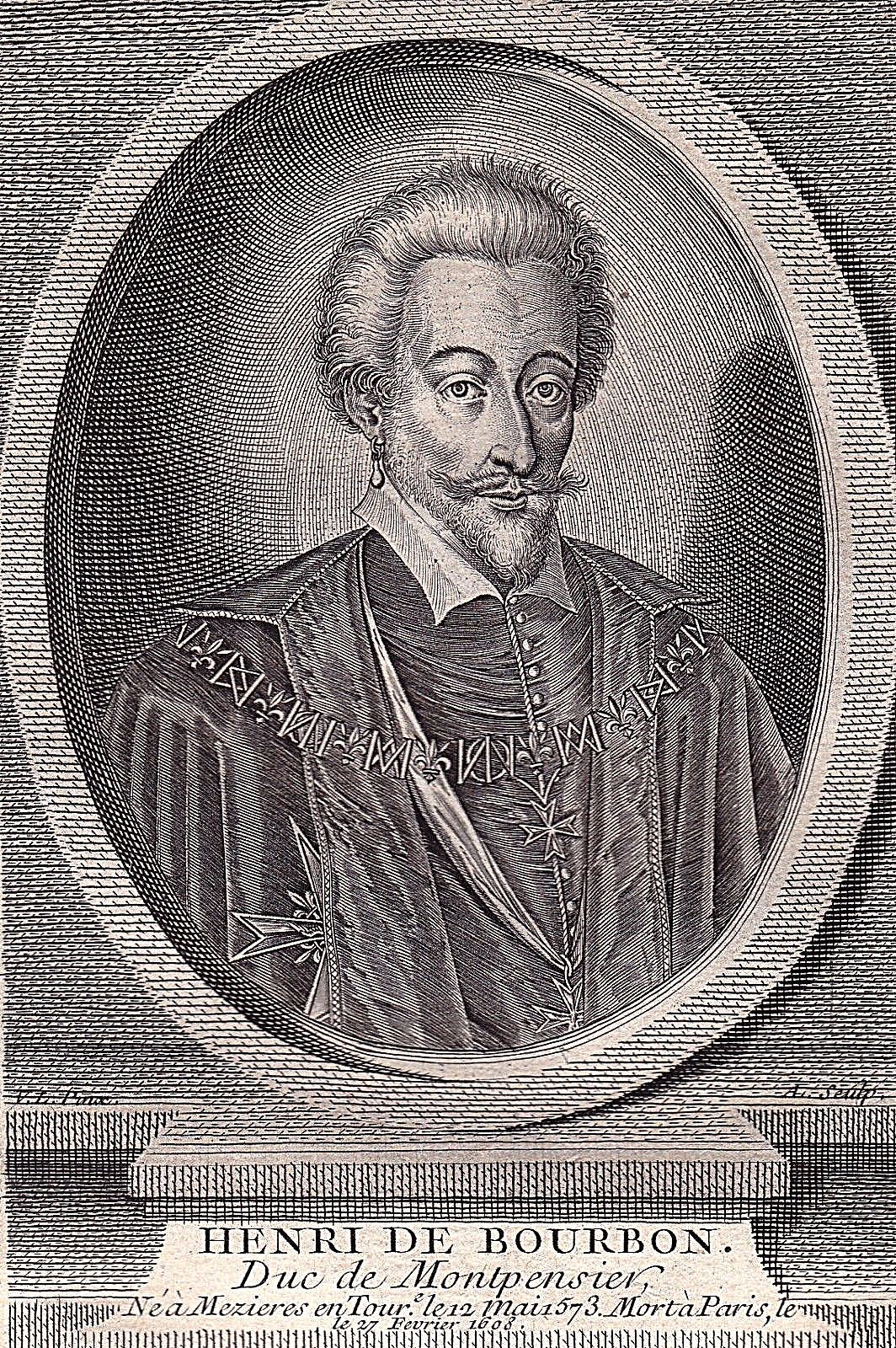
亨利·德·蒙龐西耶

1592年亨利繼承父親成為蒙龐西耶公爵。他娶亨麗埃特·凱瑟琳·德·茹瓦約斯，他們有一個女兒瑪麗·德·波旁-蒙龐西耶，奧爾良公爵夫人。